# Николаев, Иван Васильевич
Иван Васильевич Николаев (1890—1964) ― советский кандидат биологических наук, профессор, сибирский почвовед, основатель и руководитель школы Восточно-Сибирских почвоведов.

## Биография
Родился в Урлуке Верхнеудинского уезда Забайкальской области. В 1908 году поступил в Томский политехнический университет, после окончания Троицкосавского Алексеевского реального училища в Кяхта. В 1914 году окончил Московскую сельскохозяйственную академию имени К. А. Тимирязева с получением звания ученого агронома первого разряда.
С 1915 по 1921 год участвовал в первой мировой и гражданской войнах. Затем работал агрономом, преподавателем и заведующим учебным хозяйством Иркутского сельскохозяйственного техникума в Чите.
В 1925 году на естественном отделении физико-математического факультета читал курс почвоведения и дисциплины агрохимического цикла Иркутского государственного университета, под руководством профессора А. И. Потапова участвовал в исследованиях агропроизводственных свойств почв сельскохозяйственных опытных станций. В 1927 году экспедиция Иркутской переселенческой партии под руководством Николаева провела почвенное обследование необжитых территорий в районе Тайшет-Братск. По материалам этой экспедиции Николаев разработал первую схему агропочвенного районирования Иркутской области и составил рукописную карту. Образцы почв, доставленные экспедицией, послужили основой для изучения кислотности почв.
В 1929 году стал доцентом кафедры агрономии Иркутского государственного университета, одновременно заведовал отделом агрохимии областной сельскохозяйственной опытной станции. В 1931 году была организована кафедра почвоведения по его инициативе, открывшая новый период в развитии почвенных исследований Восточной Сибири. В 1932 году возглавил почвенное отделение, после реорганизации университета, переименованное в кафедру и вошедшее в 1933 году в состав вновь созданного геолого-почвенно-географического факультета, деканом которого он одновременно был назначен. С 1934 по 1938 год совмещал работу в университете с заведованием кафедрой земледелия и растениеводства ИСХИ.
В 1935 году Николаев защитил кандидатскую диссертацию «Почвы Восточно-Сибирского края», в 1936 году был утвержден в ученом звании профессора кафедры почвоведения ИГУ. В 1939 году были проведены под его руководством почвенные обследования сортоиспытательных участков Нижнеудинского, Тайшетского, Тулунского районов Иркутской области с целью выяснения изменений свойств почвы в зависимости от особенностей их использования.
В начале 1940-х годов был собран обширный материал в результате производственных и научных работ, позволивший ученому уточнить свои прежние представления о генезисе и географии почв Восточной Сибири, создать новую классификацию почв, провести для Предбайкалья почвенно-географическое районирование. В эти же годы Николаев заканчивал работу над монографией «Почвы Иркутской области», которая была издана в 1948 году.
В 1949 году Николаев в своей работе «О генезисе засоленных почв Бурят-Монгольской республики» подвел итоги почвенных исследований в Бурят-Монгольской АССР за 25 лет.
С 1949 по 1955 год был деканом биологического факультета ИГУ. До 1954 г. был заведующим, до 1964 г. — профессором-консультантом кафедры почвоведения.
Именем профессора Николаева назван Восточно-Сибирский музей почвоведения ИГУ.

## Основные труды

### Монографии
- Разведение корнеплодов (турнепс, свекла и проч.). — Иркутск : Тип. изд-ва «Власть труда», 1926. — 14 с.
- Возделывание картофеля и турнепса применительно к условиям Восточно-Сибирского края (из работ опытных учреждений Восточной Сибири). — 2-е изд., перераб. и доп. — Иркутск : ОГИЗ, Вост.-Сиб. отд-ние, 1931. — 47 с.
- Борьба с сорными травами. Применительно к условиям Восточно-Сибирского края. — 2-е изд., перераб. — М. ; Иркутск : ОГИЗ, 1932. — 56 с.
- Известкование почв Восточной Сибири. — М. ; Иркутск : ОГИЗ, 1933. — 113 с. — (Тр. / Опыт. учреждения Вост. Сибири). — Соавт.: В. Дубов.
- Почвы Восточно-Сибирского края. — М. ; Иркутск : ОГИЗ, 1933. — 164 с.
- Характеристика почвенного покрова Тулунской сельскохозяйственной опытной станции. — Иркутск, 1937. — 68 с. — Соавт.: Т. И. Фоногорская, В. В. Дягилева.
- Почвы Иркутской области. — Иркутск : ОГИЗ, 1948. — 404 с.
- О генезисе засоленных почв Бурят-Монгольской республики. — Иркутск : Тип. «Сов. боец», 1949. — 20 с. — (Тр. Сер. геол.-почв. географии / Иркут. гос. ун-т им. А. А. Жданова; т. 3, вып. 1).
- Русская наука о почве. — Иркутск : Иркут. обл. гос. изд-во, 1949. — 36 с. — (Научно-популярная библиотечка).
- Условия почвообразования и почвы Бурят-Монгольской АССР. — Иркутск, 1951. — 2 ч.

### Научные статьи
- Описание Карахобдинской волости // Очерки естественно-исторических условий по волостям Актюбинского уезда. — Оренбург, 1915. — С. 65-112.
- Обработка почвы // Сборник статей по сельскому хозяйству. (Для земледельцев Восточной Сибири). — Иркутск, 1925. — Вып. 1. — С. 5-17.
- К оценке занятого пара в условиях Восточной Сибири // Земельный работник Сибири. — Новосибирск, 1927. — № 1 (16). — С. 52-59 : табл.
- Обработка почвы и удобрения (для условий Восточной Сибири) // Достижения сибирских опытных учреждений. — Новосибирск, 1929. — С. 179—187 : табл.
- Опыт изучения влияния различных клиньев севооборота на засоренность пахотного слоя // Пути сельского хозяйства. — 1929. — № 9. — С. 47-66 : табл.
- Результаты полевых опытов при Иркутском сельскохозяйственном техникуме. (Сводка за 1924—1927 г.). — Иркутск : Тип. изд-ва «Власть труда», 1929. — 41 с. : черт.
- Агрохимическая характеристика почв Камалинского зерносовхоза // Тр. / Вост.-Сиб. гос. ун-т. — М. ; Иркутск, 1932. — № 1. — С. 16-59.
- Влияние на химический состав и качество урожая пшеницы природных и производственных условий его получения // Тр. / Вост.-Сиб. гос. ун-т. — М. ; Иркутск, 1934. — № 2. — С. 39-50.
- Влияние навозного удобрения и обработки почвы на режим нитратов в условиях Восточной Сибири // Изв. / Биол.-геогр. науч.-исслед. ин-т при Гос. Иркут. ун-те. — Иркутск, 1935. — Т. 6, вып. 2-4. — С. 5-13.
- Восточносибирский мусковит как калийное удобрение // Изв. / Вост.-Сиб. с.-х. ин-т. — Иркутск, 1935. — Вып. 1. — С. 93-102 : табл.
- Опыт определения потребности в удобрениях почв Восточносибирского края по методу Митчерлиха // Изв. / Биол.-геогр. науч.-исслед. ин-т при Гос. Иркут. ун-те. — Иркутск, 1935. — Т. 6, вып. 2-4. — С. 14-28.
- Химический состав кормов в районах Предбайкалья // Изв. / Биол.-геогр. науч.-исслед. ин-т при Гос. Иркут. ун-те. — Иркутск, 1935. — Т. 6, вып. 2-4. — С. 29-77.
- К характеристике органического вещества почв Восточной Сибири // Почвоведение. — 1938. — № 5. — С. 733—746. — Соавт.: А. Ф. Милюкова.
- Материалы к характеристике почв переходной полосы от Усть-Ордынской степи к лесной зоне Эхирит-Булагатского аймака Иркутской области // Изв. / Биол.-геогр. науч.-исслед. ин-т при Вост.-Сиб. гос. ун-те. — Иркутск, 1939. — Т. 8, вып. 3-4. — С. 3-38. — Соавт.: В. Ведерникова.
- Влияние характера почвы на развитие корневой системы и урожай культурных растений // Тр. / Вост.-Сиб. гос. ун-т. — Иркутск, 1940. — Вып. 4. — С. 168—239.
- Опыт агрохимической характеристики пшениц по части районов Восточной Сибири по данным урожая 1931 года // Тр. / Вост.-Сиб. гос. ун-т. — Иркутск, 1940. — Вып. 4. — С. 65-92.
- К вопросу о генезисе почв Восточной Сибири // Тр. / Вост.-Сиб. гос. ун-т. — Иркутск, 1942. — Т. 2, вып. 2 : Геология. Почвоведение. География. — С. 15-48.
- Производственные свойства почв Иркутской области в свете их генезиса // Труды научной конференции по изучению и освоению производительных сил Сибири. — Томск, 1946. — Т. 7. — С. 20-42 : табл.
- Почвы Иркутской области и пути повышения их плодородия // Конференция по изучению производительных сил Иркутской области. 4-11 августа 1947 года : тез. докл. — М. ; Л., 1947. — С. 257—258.
- Почвенные исследования в Бурят-Монгольской АССР за 25 лет // Записки Бурят-Монгольского НИИКЭ. — Улан-Удэ, 1949. — Т. 9. — С. 144—159.
- Изменение некоторых свойств почв Иркутской области в зависимости от приемов их использования // Тр. Сер. геол. / Иркут. гос. ун-т. — Иркутск, 1950. — Т. 3, вып. 3. — С. 36-72.
- Почвы Иркутской области и перспективы повышения их плодородия // Материалы к конференции по развитию производительных сил Восточной Сибири : Иркут. регион. совещ. — Иркутск, 1958. — С. 3-14. — Соавт.: Б. В. Надеждин, А. Н. Угаров.
- Почвы Восточной Сибири и задачи их освоения // Развитие производительных сил Восточной Сибири : тр. конф. по развитию производит. сил Вост. Сибири, 18-26 авг. 1958 г. — М., 1960. — Т.: Сельское хозяйство. — С. 29-38. — Соавт.: А. А. Ерохина, О. В. Макеев [и др.]

## Публикации об И. В. Николаеве
- Иркутский государственный университет: ректоры, профессора, деканы (1918—1998 гг.) / сост. С. И. Кузнецов. — Иркутск, 1998. — С. 24.
- Воробьева Г. Основатель школы почвоведения: к 115-летию со дня рождения выдающегося сибирского ученого, профессора И. В. Николаева / Г. Воробьева // Иркут. ун-т. — 2005. — 25 марта.